# Laibachkunstderfuge
Laibachkunstderfuge – album jest reinterpretacją Kunst der Fuge (Sztuki fugi) Johanna Sebastiana Bacha

## Lista utworów
1. "Contrapunctus 1" – (3:07)
2. "Contrapunctus 2" – (20:52)
3. "Contrapunctus 3" – (2:54)
4. "Contrapunctus 4" – (5:17)
5. "Contrapunctus 5" – (2:46)
6. "Contrapunctus 6, a 4 im Stile francese" – (4:11)
7. "Contrapunctus 7, a 4 per Augment et Diminut" – (1:21)
8. "Contrapunctus 8, a 3" – (7:31)
9. "Contrapunctus 9, a 4 alla Duodecima" – (8:26)
10. "Contrapunctus 10 a 4 alla Decima" – (6:15)
11. "Contrapunctus 11, a 4" – (2:02)
12. "Contrapunctus 12, Canon alla Ottava" – (4:22)
13. "Contrapunctus 13, Canon alla Duodecima in Contrapuncto alla Quinta" – (4:46)
14. "Contrapunctus 15, canon per Augmentationem in Contrario Motu" – (5:22)